# Hymenostomum siamense
Hymenostomum siamense är en bladmossart som beskrevs av Hugh Neville Dixon 1932. Hymenostomum siamense ingår i släktet Hymenostomum och familjen Pottiaceae. Inga underarter finns listade i Catalogue of Life.